# Michael Albasini

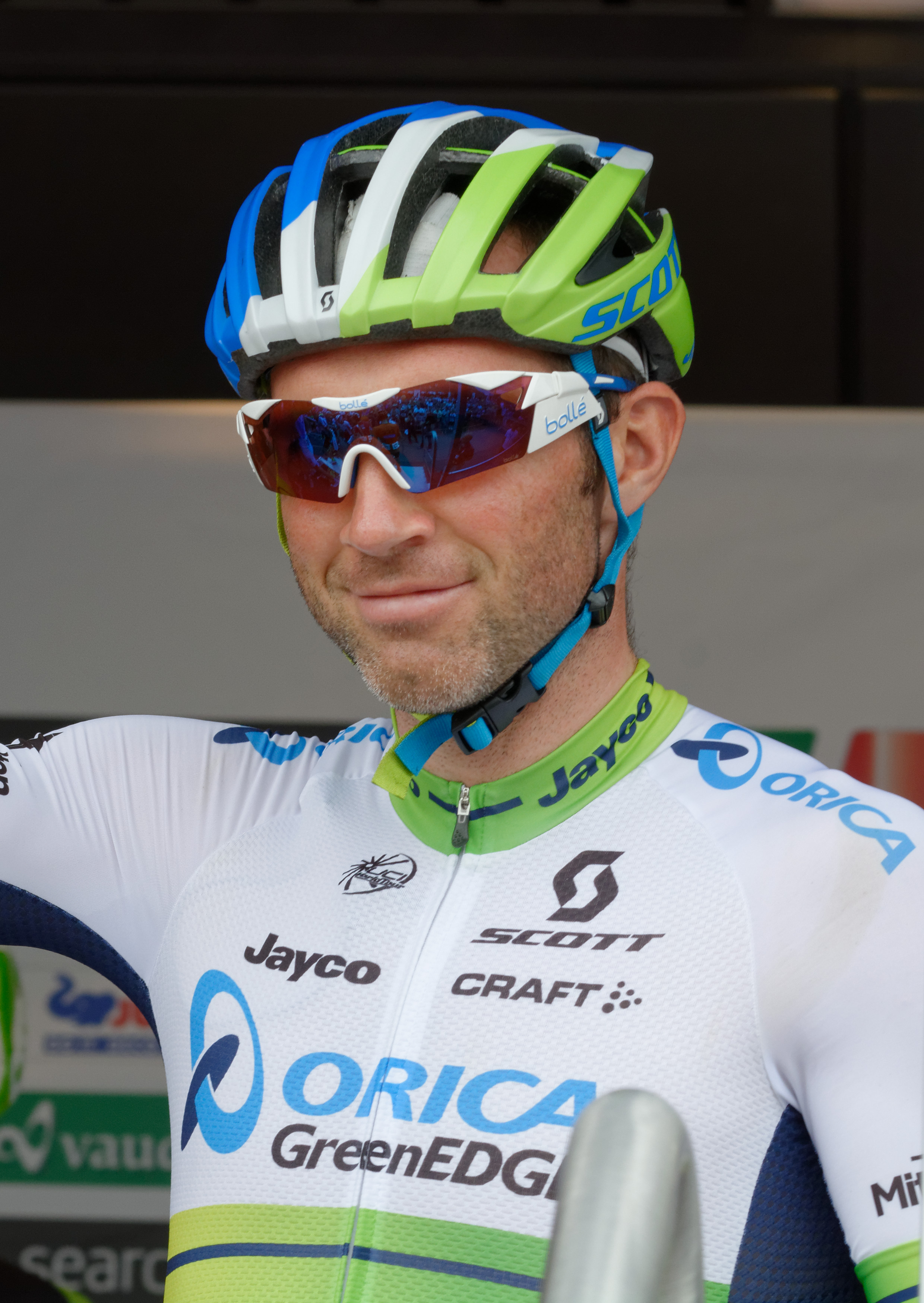
Michael Albasini no Volta à Suíça de 2015.

Michael Albasini (20 de dezembro de 1980) é um ciclista profissional suíço que participa de competições de ciclismo de estrada. A sua especialidade são as clássicas acidentadas.